# Calcio Catania 2000-2001
Questa pagina raccoglie i dati riguardanti il Calcio Catania nelle competizioni ufficiali della stagione 2000-2001.

## Stagione
Nella stagione 2000-2001 il Catania disputa il girone B del campionato di Serie C1, raccoglie 58 punti con il terzo posto in classifica. Sale diretto in Serie B il Palermo, la squadra etnea disputa i playoff, supera l'Avellino nella semifinale, ma perde la doppia finale con il Messina. La prima stagione del nuovo secolo per il Catania è stata una stagione dai due volti, quello brutto nel girone di andata, chiuso al dodicesimo posto con 21 punti, ed il volto bello nel girone di ritorno, caratterizzato da una rimonta incredibile, con 37 punti raccolti e la Serie B, prima accarezzata e sfiorata, ma poi persa nella finale dei playoff. A gennaio sono arrivati alcuni rinforzi, che hanno cambiato il volto della squadra etnea, dal Crotone è giunto il bomber Alessandro Ambrosi, capelli lunghi e pizzetto da profeta del gol, "Re Leone" ne ha segnati 12 in 20 partite, playoff compresi, recando ossigeno alla rimonta. 
Due allenatori si sono alternati alla guida del Catania in questa stagione, Ivo Iaconi e Vincenzo Guerini. Mentre il Catania inizia la parte più interessante del campionato, all'alba del 2001 si spegne Gianni Mineo, segretario "factotum" per un trentennio del Catania. Nella Coppa Italia Serie C i rossoazzurri vincono il girone Q di qualificazione, poi nei sedicesimi superano l'Acireale, negli ottavi hanno la meglio sul Palermo, nei quarti sono eliminati dal torneo dal Brescello, ai calci di rigore.

## Rosa
| N. |                    | Ruolo | Calciatore           |
| -- | ------------------ | ----- | -------------------- |
|    | Italia (bandiera)  | P     | Gennaro Iezzo        |
|    | Italia (bandiera)  | P     | Giovanni Proietti    |
|    | Italia (bandiera)  | P     | Adriano Zancopè      |
|    | Italia (bandiera)  | D     | Giuseppe Baronchelli |
|    | Italia (bandiera)  | D     | Giovanni Di Rocco    |
|    | Italia (bandiera)  | D     | David Giubilato      |
|    | Uruguay (bandiera) | D     | Damián Macaluso      |
|    | Italia (bandiera)  | D     | Giovanni Orfei       |
|    | Italia (bandiera)  | D     | Valeriano Recchi     |
|    | Italia (bandiera)  | D     | Gennaro Monaco       |
|    | Italia (bandiera)  | D     | Michele Zeoli        |
|    | Italia (bandiera)  | D     | Paolo Tarini         |
|    | Italia (bandiera)  | C     | Pasquale Apa         |
|    | Italia (bandiera)  | C     | Andrea Bussi         |
|    | Italia (bandiera)  | C     | Marco Capparella     |
|    | Italia (bandiera)  | C     | Sergio Campolo       |
|    | Italia (bandiera)  | C     | Fabrizio Caracciolo  |
|    | Italia (bandiera)  | C     | Antonio Criniti      |

| N. |                      | Ruolo | Calciatore                |
| -- | -------------------- | ----- | ------------------------- |
|    | Italia (bandiera)    | C     | Davide Cordone            |
|    | Italia (bandiera)    | C     | Giovanni Igor Marziano    |
|    | Italia (bandiera)    | C     | Alessandro Marzio         |
|    | Italia (bandiera)    | C     | Roberto Corradi           |
|    | Italia (bandiera)    | C     | Marco Napolioni           |
|    | Italia (bandiera)    | C     | Alessandro Pane           |
|    | Libia (bandiera)     | C     | Jehad Muntasser           |
|    | Italia (bandiera)    | A     | Massimo Cicconi           |
|    | Italia (bandiera)    | A     | Alessandro Ambrosi        |
|    | Italia (bandiera)    | A     | Pierpaolo Bresciani       |
|    | Italia (bandiera)    | A     | Massimiliano De Silvestro |
|    | Italia (bandiera)    | A     | Umberto Marino            |
|    | Grecia (bandiera)    | A     | Theofilos Karasavvidīs    |
|    | Italia (bandiera)    | A     | Francesco Passiatore      |
|    | Italia (bandiera)    | A     | Michele Pietranera        |
|    | Italia (bandiera)    | A     | Michele Sergi             |
|    | Italia (bandiera)    | A     | Emiliano Testini          |
|    | Argentina (bandiera) | A     | Juan Turchi               |

## Risultati

### Campionato

#### Girone di andata
| Pesaro 3 settembre 2000 1ª giornata | Vis Pesaro        | 0 – 0 | Catania | Stadio Tonino Benelli\| Arbitro: \| Belloli (Bergamo) \| |
| Arbitro:                            | Belloli (Bergamo) |       |         |                                                          |

| Arbitro: | Vicinanza (Albenga) |

|                                                                        |           |                        |
| Orfei 49’ (rig.), 90+4’ (rig.) U. Marino 61’ Turchi 72’ Passiatore 81’ | Marcatori | 43’ Lemme 78’ Bonfanti |

| Arbitro: | Evangelista (Avellino) |

|               |           |                      |
| Varricchio 1’ | Marcatori | 18’ Zeoli 47’ Turchi |

| Arbitro: | Rizzoli (Bologna) |

|  |           |                      |
|  | Marcatori | 36’ (rig.) Di Nicola |

| Arbitro: | Lombardi (Lanciano) |

|                                                      |           |  |
| Recchi 5’ Muntasser 24’ U. Marino 73’ Capparella 87’ | Marcatori |  |

| Arbitro: | Ambrosino (Torre del Greco) |

|           |           |           |
| Frati 88’ | Marcatori | 38’ Zeoli |

| Arbitro: | De Marco (Chiavari) |

|               |           |                  |
| U. Marino 46’ | Marcatori | 90+4’ Kanyengele |

| Arbitro: | Dattilo (Locri) |

|                                                        |           |             |
| Cappioli 26’ (rig.), 73’ La Grotteria 32’ Elia 84’ 92’ | Marcatori | 66’ Cicconi |

| Arbitro: | Brighi (Cesena) |

|             |           |                               |
| Cicconi 72’ | Marcatori | 5’ Andrisani 47’, 75’ Putelli |

| Arbitro: | Carlucci (Molfetta) |

|  |           |                  |
|  | Marcatori | 39’ (rig.) Orfei |

| Arbitro: | Lombardi (Lanciano) |

|                                    |           |  |
| P. Bresciani 29’ F. Caracciolo 48’ | Marcatori |  |

| Arbitro: | M. Mazzoleni (Bergamo) |

|                              |           |  |
| Mascara 8’ Recchi 17’ (aut.) | Marcatori |  |

| Catania 3 dicembre 2000 13ª giornata | Catania           | 0 – 0 | Sporting Benevento | Stadio Cibali\| Arbitro: \| Bergonzi (Genova) \| |
| Arbitro:                             | Bergonzi (Genova) |       |                    |                                                  |

| Arbitro: | Evangelista (Avellino) |

|                                        |           |  |
| Udassi 6’ L. Amoruso 31’ Nicoletto 52’ | Marcatori |  |

| Arbitro: | De Marco (Chiavari) |

|             |           |               |
| Pileddu 18’ | Marcatori | 56’ U. Marino |

| Catania 23 dicembre 2000 16ª giornata | Catania          | 0 – 0 | Fidelis Andria | Stadio Cibali\| Arbitro: \| Rubino (Salerno) \| |
| Arbitro:                              | Rubino (Salerno) |       |                |                                                 |

| Arbitro: | Mariuzzo (Venezia) |

|                         |           |             |
| Rossetti 16’ Masini 22’ | Marcatori | 78’ Cicconi |

#### Girone di ritorno
| Arbitro: | Semeraro (Taranto) |

|                         |           |                |
| Cicconi 14’ Criniti 28’ | Marcatori | 86’ De Angelis |

| Arbitro: | Cuttica (Alessandria) |

|                        |           |            |
| Di Fabio 64’ Manca 78’ | Marcatori | 89’ Recchi |

| Arbitro: | Santucci (Reggio Calabria) |

|                      |           |  |
| Ambrosi 51’ Pane 68’ | Marcatori |  |

| Arbitro: | Ardito (Bari) |

|                           |           |                         |
| Cecchini 11’ Vincioni 81’ | Marcatori | 47’ Cicconi 60’ Ambrosi |

| Arbitro: | Rizzoli (Bologna) |

|  |           |                  |
|  | Marcatori | 29’, 86’ Ambrosi |

| Arbitro: | Belloli (Bergamo) |

|                                |           |                    |
| Cordone 51’ Ambrosi 74’ (rig.) | Marcatori | 78’ (rig.) Fontana |

| Arbitro: | De Marco (Chiavari) |

|                |           |                     |
| Kanyengele 21’ | Marcatori | 51’ Ambrosi 78’ Apa |

| Arbitro: | Cruciani (Pesaro) |

|         |           |                |
| Apa 65’ | Marcatori | 21’ Bombardini |

| Arbitro: | Palanca (Roma) |

|  |           |                            |
|  | Marcatori | 15’ Ambrosi 78’ R. Corradi |

| Arbitro: | Dattilo (Locri) |

|                            |           |             |
| Cicconi 5’ Baronchelli 20’ | Marcatori | 85’ M. Sala |

| Arbitro: | Belloli (Bergamo) |

|                                                                        |           |                              |
| Manca 22’ Lucidi 44’ Farris 14’ (rig.) Sanetti 83’ Chiopris Gori 90+1’ | Marcatori | 39’ (aut.) Batti 90’ Cicconi |

| Catania 8 aprile 2001 29ª giornata | Catania             | 0 – 0 | Avellino | Stadio Cibali\| Arbitro: \| Carlucci (Molfetta) \| |
| Arbitro:                           | Carlucci (Molfetta) |       |          |                                                    |

| Arbitro: | Rizzoli (Bologna) |

|                                 |           |                                            |
| Caruso 24’ Bonfiglio 40’ (rig.) | Marcatori | 14’ Cordone 29’ Ambrosi 90’ (rig.) Criniti |

| Arbitro: | Ioseffi (Siena) |

|                             |           |  |
| Baronchelli 13’ Ambrosi 66’ | Marcatori |  |

| Arbitro: | Valensin (Milano) |

|                               |           |             |
| Ambrosi 9’ Criniti 86’ (rig.) | Marcatori | 50’ Barbera |

| Andria 6 maggio 2001 33ª giornata | Fidelis Andria    | 0 – 0 | Catania | Stadio degli Ulivi\| Arbitro: \| Bergonzi (Genova) \| |
| Arbitro:                          | Bergonzi (Genova) |       |         |                                                       |

| Arbitro: | Cuttica (Alessandria) |

|                  |           |                  |
| Criniti 38’, 70’ | Marcatori | 73’ (rig.) Russo |

## Risultati

### Classifica Campionato
|  |    | Classifica Girone B | Pt | G  | V  | N  | P | GF | GS | Diff |
|  | -- | ------------------- | -- | -- | -- | -- | - | -- | -- | ---- |
|  | 3. | Catania             | 58 | 34 | 16 | 10 | 8 | 49 | 40 | +9   |

### Play-off
| Arbitro: | De Marco (Chiavari) |

|             |           |  |
| Mascara 14’ | Marcatori |  |

| Arbitro: | Ponzalli (Firenze) |

|                         |           |  |
| Cordone 12’ Ambrosi 76’ | Marcatori |  |

| Arbitro: | Girardi (San Donà di Piave) |

|                    |           |              |
| Ambrosi 43’ (rig.) | Marcatori | 84’ F. Marra |

| Arbitro: | Palanca (Roma) |

|                  |           |  |
| Sullo 53’ (rig.) | Marcatori |  |

### Coppa Italia Serie C

#### Fase eliminatoria a gironi

##### Girone Q
| Arbitro: | Cirone (Palermo) |

|               |           |  |
| U. Marino 44’ | Marcatori |  |

| Arbitro: | Giordano (Caltanissetta) |

|  |           |                   |
|  | Marcatori | 81’ (aut.) Nativi |

| Arbitro: | Cannella (Palermo) |

|                |           |             |
| Capparella 55’ | Marcatori | 84’ Tortora |

| Arbitro: | Carlucci (Molfetta) |

|            |           |               |
| Riganò 15’ | Marcatori | 35’ U. Marino |

| 30 agosto 2000 5ª giornata |  | – Turno di riposo Catania |  |  |

#### Classifica girone Q
| Squadra             | Pt |
| ------------------- | -- |
| 1. Catania          | 8  |
| 2. Catanzaro        | 6  |
| 3. Atletico Catania | 5  |
| 4. Castrovillari    | 4  |
| 3. Taranto          | 2  |

#### Fase ad eliminazione diretta
| Arbitro: | D'Aguanno (Marsala) |

|                 |           |  |
| Orfei 4’ (aut.) | Marcatori |  |

| Arbitro: | Cirone (Palermo) |

|                            |           |  |
| Cicconi 17’ Capparella 85’ | Marcatori |  |

| Arbitro: | Benedetto (Messina) |

|                |           |                   |
| Maggiolini 27’ | Marcatori | 22’ Karassavvidis |

| Arbitro: | Palanca (Roma) |

|                             |           |                         |
| Capparella 81’ Turchi 90+1’ | Marcatori | 72’ (rig.) La Grottería |

| Arbitro: | Ferraro (Crotone) |

|                    |           |                |
| Ambrosi 69’ (rig.) | Marcatori | 57’ C. Corradi |

| Arbitro: | Vicinanza (Albenga) |

|                                        |                      |                                         |
| Piccioni 54’                           | Marcatori            | 16’ De Silvestro                        |
| Fusani Giglio Pedotti Gentile Piccioni | Tiri di rigore 5 – 3 | Napolioni R. Corradi Zeoli Karasavvidis |